# Гросенхайн
Гросенхайн (до 1856 года — Хайн; нем. Großenhain) — город в Германии, районный центр, расположен в земле Саксония. Подчинён земельной дирекции Дрезден. Входит в состав района Риза-Гросенхайн. Население составляет 18077 человек (на 31 декабря 2023 года). Занимает площадь 43,97 км². Официальный код — 14 2 85 100.
Город подразделяется на 5 городских районов.

## История

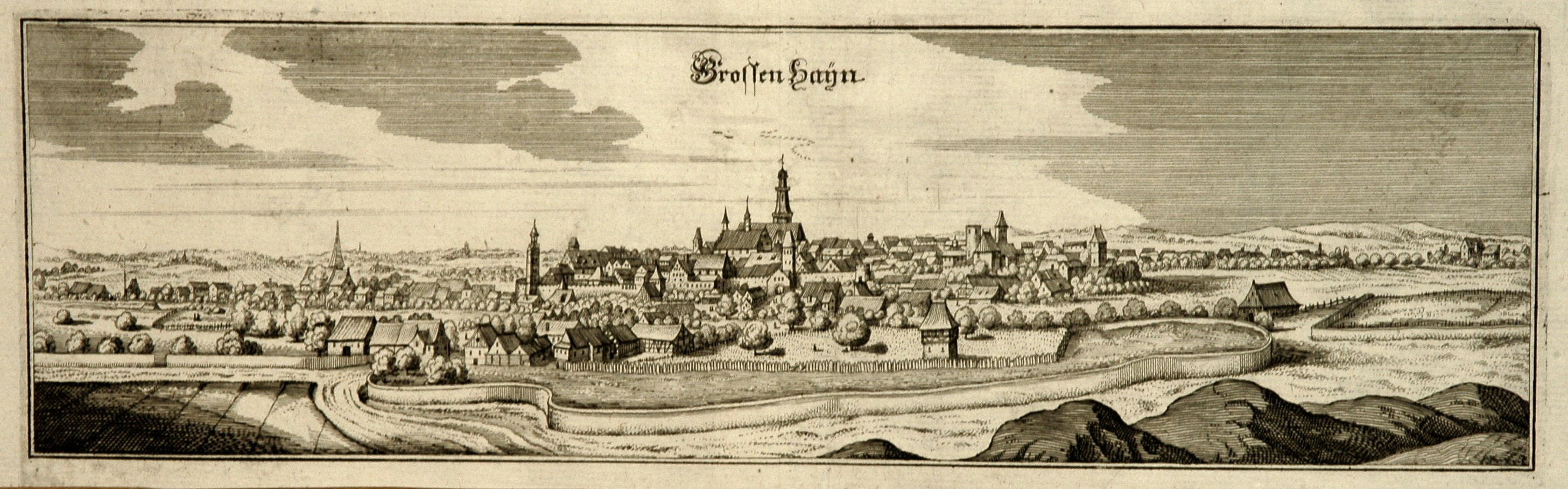
Гросенхайн в 1650 году. Гравюра

Впервые город упоминается в документах в 1205 году как Хайн.
В 1291 году по приказу маркграфа Мейсена Фридриха I город был укреплен оборонительной стеной.
В 1292 году город подвергался неоднократным осадам со стороны маркграфа Бранденбурга.
С 1312 по 1316 год город входил в состав Маркграфства Бранденбург, который был отдан в качестве залога за выкуп маркграфа Майсена Фридриха, попавшего в плен к маркграфу Бранденбурга.
В 1429 году город подвергся атаке гуситов и был почти полностью разрушен.
В 1489 году город получил право торговли вайдой в результате чего город пережил экономический бум в XV—XVI вв. и превратился в важный торговый центр.
В 1704 году город был вновь разрушен во время Северной войны.
8 июня 1744 года город был практически полностью уничтожен крупнейшим пожаром в его истории.

Карта города. 1756 год

В 1856 году город Хайн получил современное название Гросенхайн.
С середины XVII века в городе были расположены полки Саксонской армии, среди которых были: полк линейной пехоты «Принц Антон» и 1-й гусарский полк «Король Альберт» № 18, в котором проходил военную службу последний король Саксонии Фридрих Август III.
В 1914 году в Гросенхайне был открыт военный аэродром. Во время Первой мировой войны здесь обучалось от 6000 до 60 000 человек в качестве пилотов или наблюдателей.
22 апреля 1945 года город был взят Красной Армией без боя.
В ноябре 1949 года первый президент ГДР Вильгельм Пик посетил Гросенхайн.
Во времена ГДР Гросенхайн был важным центром легкой промышленности.
После объединения Германии, большинство предприятий Гросенхайна были закрыты, а военный аэродром был преобразован в гражданский аэропорт.
24 мая 2010 года серьёзный ущерб городу нанесло сильное торнадо. В городе около сорока человек получили сильные ранения, один ребенок погиб.

## Галерея

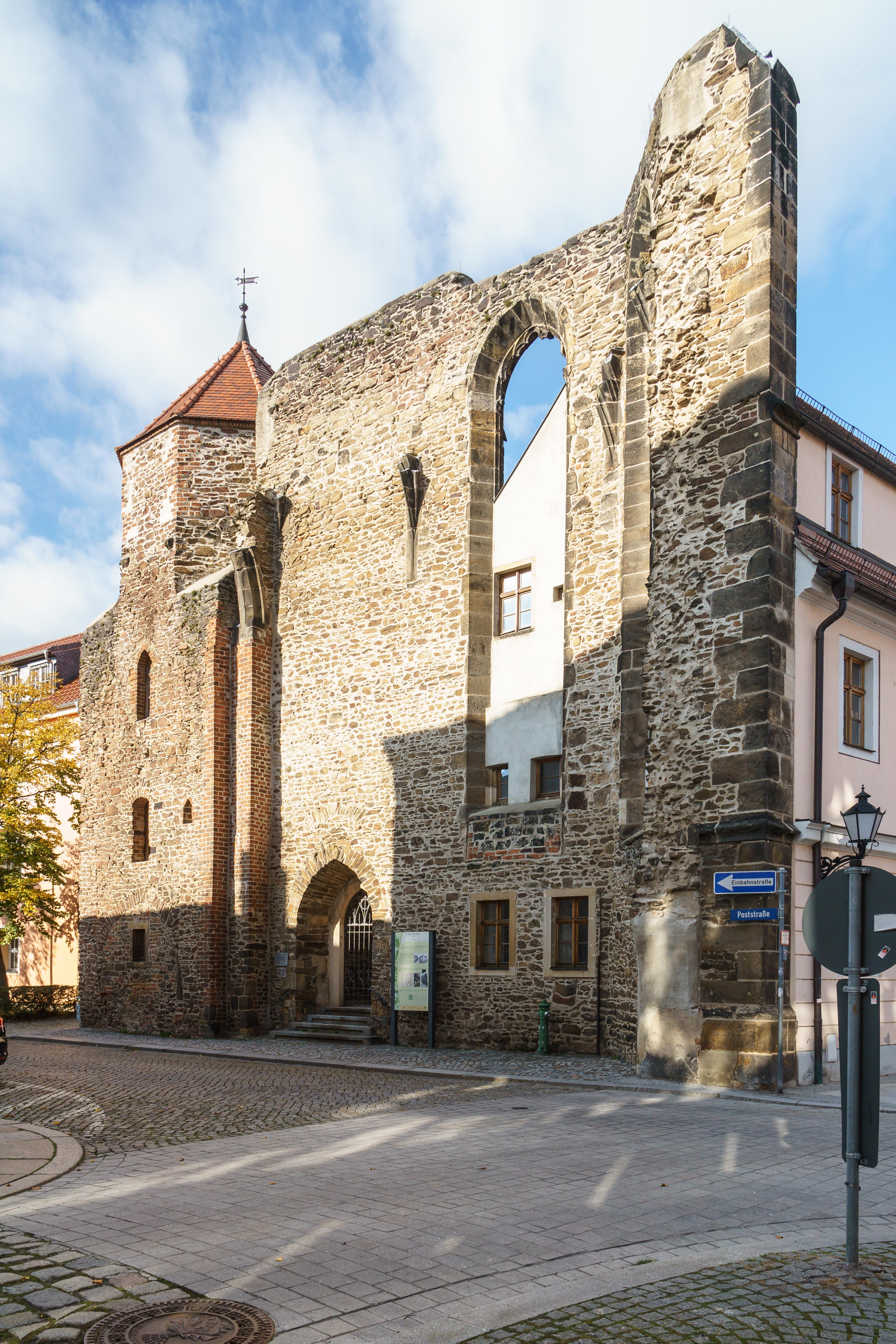
Руины монастыря, XIV в.
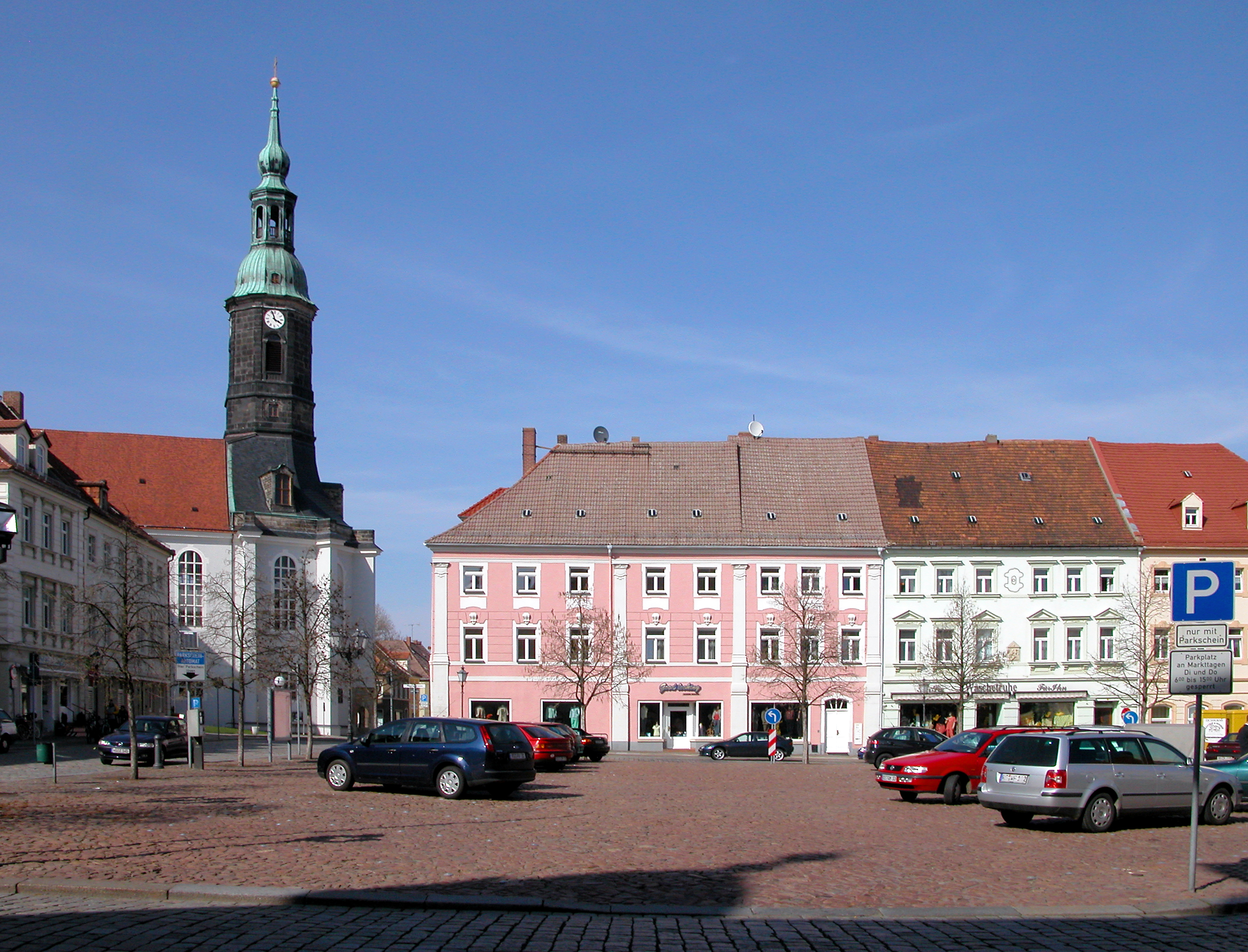
Церковь св. Марии и рыночная площадь
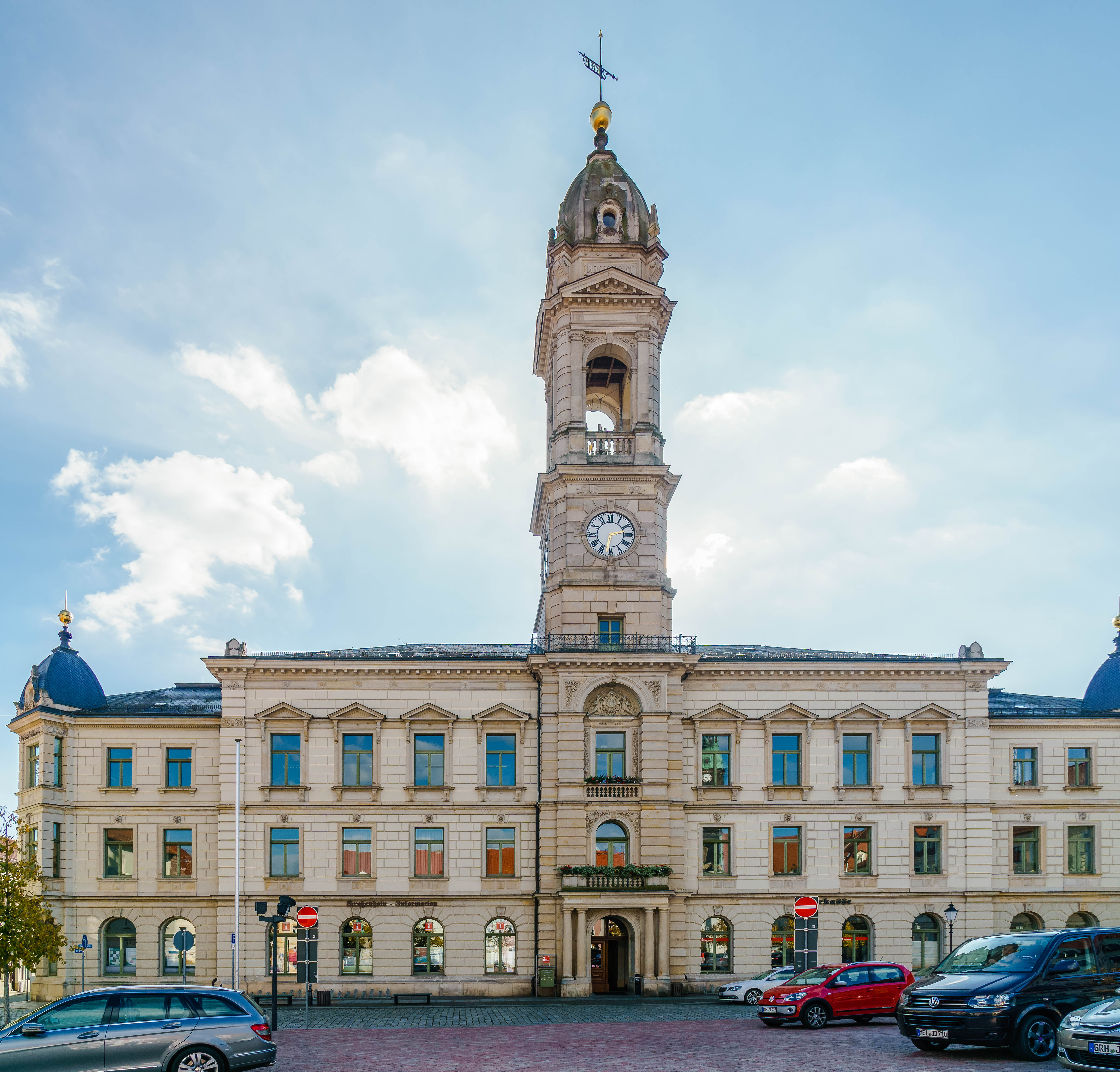
Ратуша
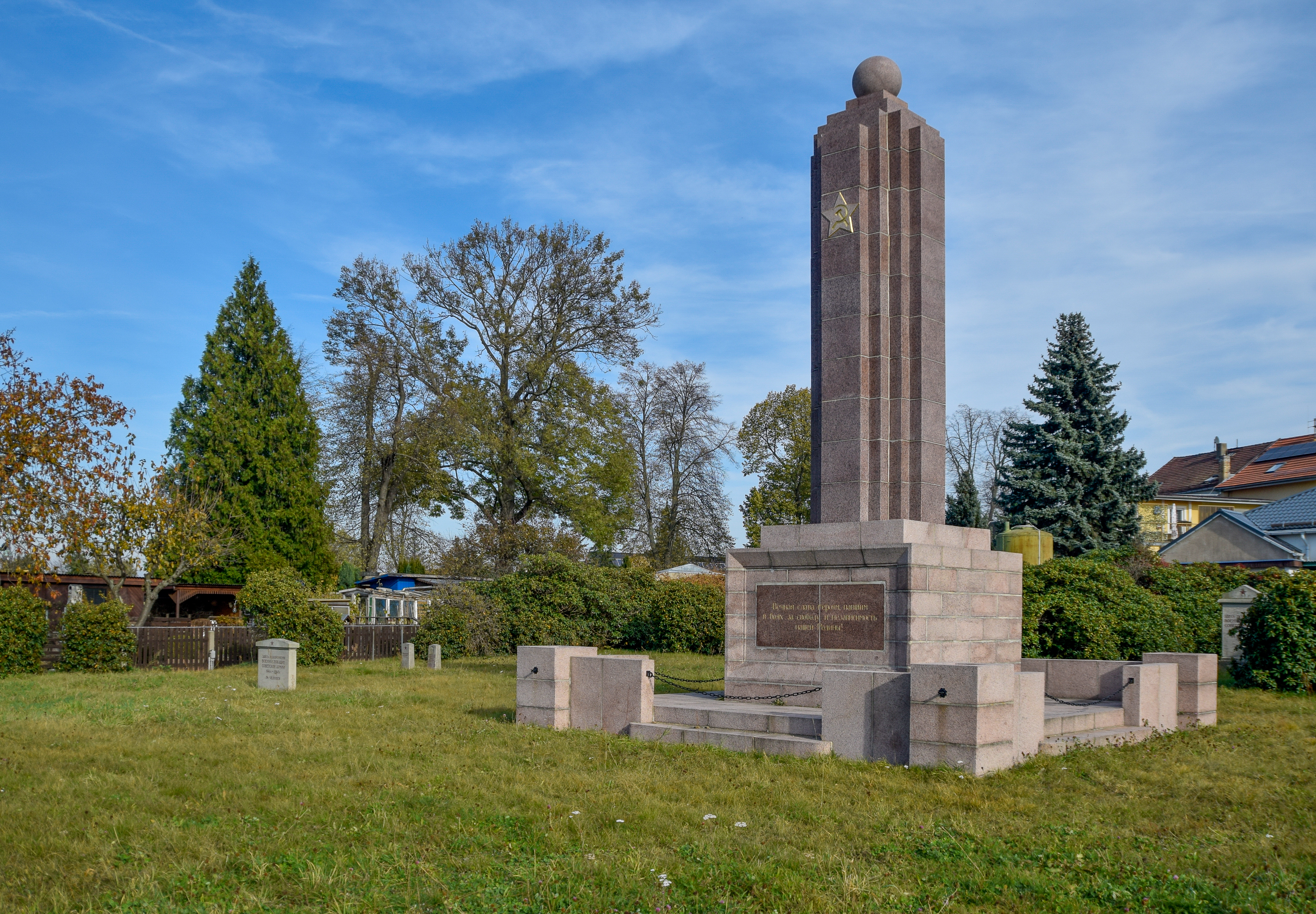
Памятник советским солдатам
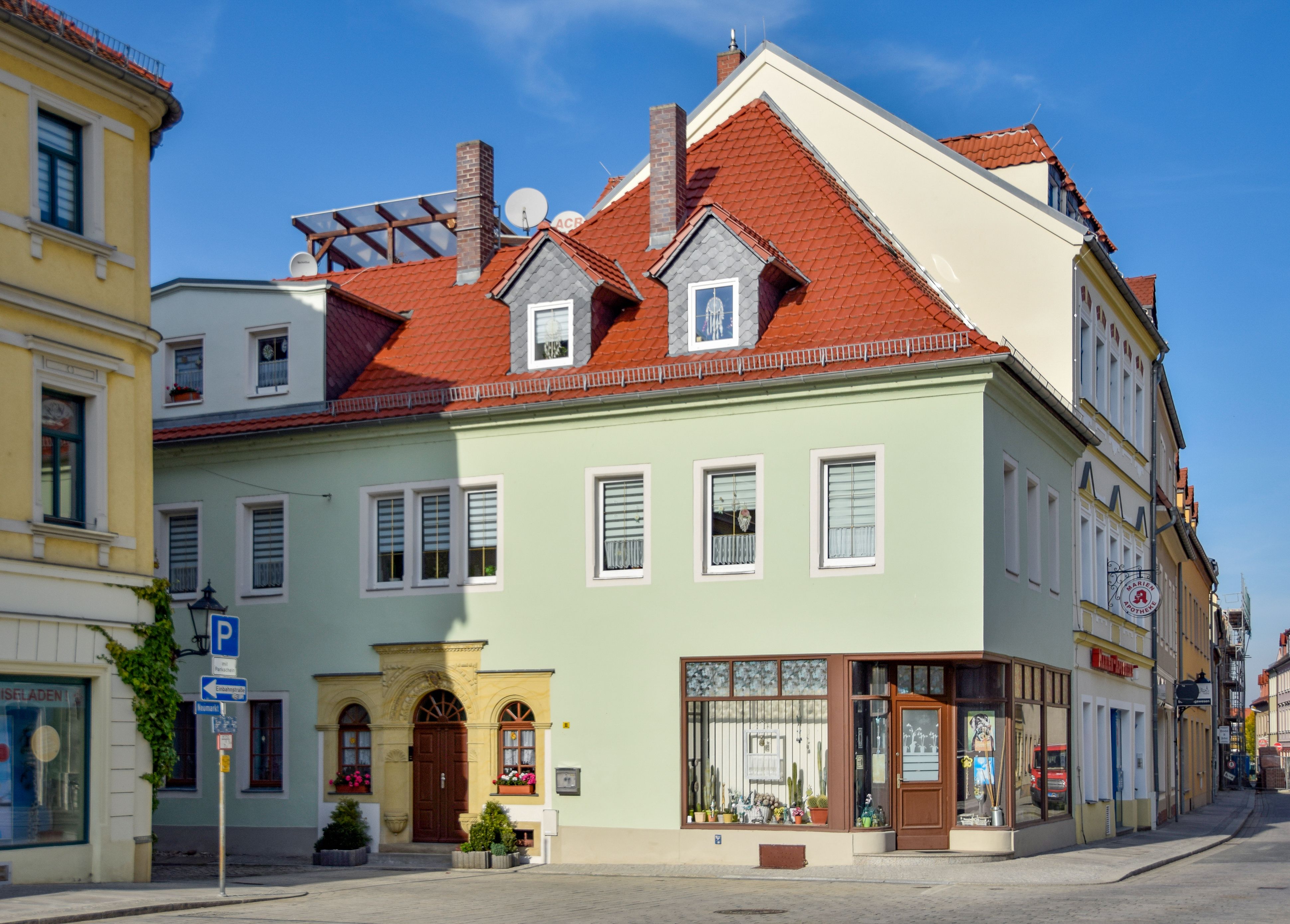
Один из домов в центре города, конец XVI в.